# 芒种 (电影)
《芒种》（韓語：망종）是一部2005年上映的电影，由中国朝鲜族导演张律执导。片名取自中国传统二十四节气之一。影片拍摄于北京近郊，距离市中心40多分钟车程的一个小型工业乡镇。

## 剧情
崔顺姬是一位朝鲜族单身母亲，她远离故土靠卖朝鲜泡菜维持生计。她生命中曾经出现三个背叛过她的男人，当她儿子车祸不幸去世，她决定实施报复。

## 荣誉
导演张律凭借此片斩获第10届釜山国际电影节新浪潮奖。